# الدوري البلغاري الممتاز 2001-02
الدوري البلغاري الممتاز 2001-02 (بالبلغارية: Висша футболна лига 2001/02)‏ هو الموسم 78 من الدوري البلغاري الممتاز. أقيم خلال الفترة 3 أغسطس 2001 وحتى 30 مايو 2002، وأشرف على تنظيمه اتحاد بلغاريا لكرة القدم، وكان عدد الأندية المشاركة فيه 14، وفاز فيه ليفسكي صوفيا.